# El Parc i la Llacuna del Poblenou

Barrios do distrito de Sant Martí, Barcelona.

O El Parc i la Llacuna del Poblenou é um bairro atual do distrito de Sant Martí (Barcelona). Desde 2006 sua delimitação está entre as ruas Gran Via de les Corts Catalanes, Llacuna, Pere IV, Àvila, Llull, Wellington, Pujades, Roger de Flor, Almogàvers e a Avenida Meridiana até a Praça das Glórias Catalãs. Os núcleos originais de este bairro se estabeleceram ao redor de vários parques (Parque da Estação do Norte, Parque da Cidadela), e la vía que unia o núcleo do El Poblenou com El Clot, a Llacuna. Anteriormente, a parte mais próxima ao parque se conhecia como Fort Pius (algumas entidades da zona conservam esta referencia), que se estendia também por algumas manzanas que hoje correspondem ao bairro de La Vila Olímpica del Poblenou.

## Educação, cultura e ócio
Dado o caráter mais industrial e comercial deste bairro, a fecha de 2008, o bairro dispunha apenas de um centro de idiomas, outro de adultos e a sede do IL3 Institut de Formació Contínua, de nível universitário.
O bairro aloja una sala de cinema e um multi-cinema no Centro Comercial Glòries, assim como a biblioteca da
Gerència del Sector d'Urbanisme i Infraestructures e a biblioteca e museu da empresa municipal Serveis Fúnebres, cujo museu mostra carros fúnebres
Este bairro comparte junto ao de El Poblenou una zona de ócio noturno conhecido popularmente como Marina (ainda que a área principal se alie desta rua e se centra entre a Meridiana e Pere IV), onde há 7 discotecas (entre elas a conhecida Razzmatazz) e vários bares musicais.

## Outras instalações e serviços
Pode a levar o nome do parque, nenhum dos parques aos que faz referencia o topônimo fica alojado no bairro nem no distrito, ainda que as obras de reforma da praça de les Glòries remodelaram esse enlace viário para introduzir um parque de grande proporção.
A área comercial o cobre principalmente os estabelecimentos do Centro Comercial Glòries. Dispõe de 4 centros de culto evangélicos e um católico.
A Polícia da Catalunha tem uma sede no bairro com objetivo de cobertura de todo o distrito de Sant Martí.

## Arquitetura

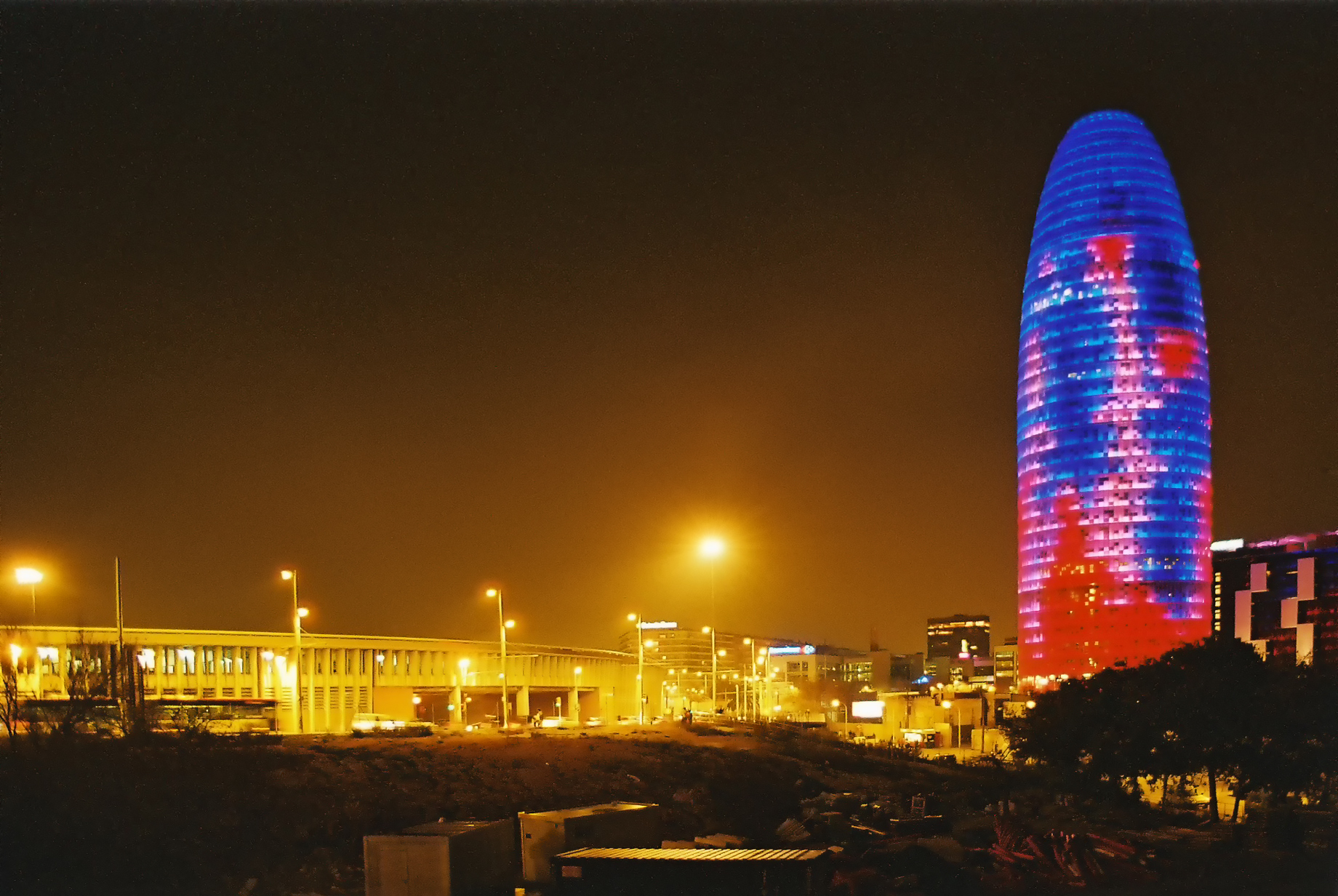
Imagem noturna da Praça de les Glòries Catalanes e a Torre Agbar.

O projeto 22@ e a remodelação general do antigo Poblenou ha introduzido varias novidades no bairro em qualidade arquitetônica, cuja incorporação mais icônica e conhecida é a Torre Agbar. A remodelação da praça de les Glories tem projetado a construção de um edifício que albergue um Museu do Desenho.

## Transportes
A rede de VLT de Trambesòs estende suas estações neste bairro em 5 estações, Marina, Auditori-Teatre Nacional, Estação de Glòries, onde é terminal da linha T5, Ca l'Aranyó e La Farinera. A rede de metropolitano conecta o bairro com o resto da cidade mediante as estações de Glòries e Bogatell. Para o transporte público ciclista o bairro dispõe de 10 estaciones do serviço Bicing.